# 暗殺
暗殺（あんさつ、英: assassination）とは、政治的影響力を有する人物を秘密裏につけ狙い、殺害することであり、テロリズム行為の一形態にも分類される。広義では、暴力団抗争など、単なる非合法な殺害行為全般を指す。

## 定義
単なる殺人とは異なり、社会に対して影響を与える目的で実行され、そのような重要人物を密かに、あるいは不意に襲って殺害することである。必ずしも通常の殺人と暗殺を完全に区別できるものではなく、個人的動機の強い暗殺もありうるが、その場合にも政治的な緊張感の高まりや政治的不安といった要素は共通している。なお、政教一致社会においては、宗教的な理由での暗殺が行われることもあった。
また、暗殺のターゲットとなる要人は、国家元首や政府首班などが普通であるが、対立政党の党首や財界の指導者などが対象となる場合もある。
英語の「assassination」は通常「暗殺」と訳される。assassination は麻薬の一種であるハッシシを飲んだ人を意味するhashshāshǐnが語源であり、ハサン・サッバーフが部下にハッシシを与えて政府要人を殺害させたことに由来する。なお、ケンブリッジ英英辞書では、assassination は、要人の殺害と定義しており、政治的目的に限定していないが、英語圏の『オックスフォード現代英語辞典 (OALD)』および米語圏における『ウェブスター英語辞典』は、特に政治的目的での殺害のことを言うと定義している。
通常は不意討ちによる単独（または周囲に居合わせた数名を含めた）殺害の場合が多いが、拉致、処刑の形を取った場合や軍事衝突レベルの大規模襲撃による殺害も暗殺と呼ぶこともある。

## 分類
暗殺には、権力者が加害者側のものと権力者が被害者側のもの、白色テロと赤色テロなど様々な区別があるが、平凡社のマイペディアでは、以下のように分類している。
まず、政治権力を持つ者が行う暗殺と、政治権力を持たない者が行う暗殺に大きく分けられる。さらに、前者は、1. 権力者同士が殺し合う場合（例としてガイウス・ユリウス・カエサルの暗殺）と、2. 権力者が刺客などによって反権力側の要人を殺す場合（例としてレフ・トロツキーの暗殺）に分けられる。後者は、3. 権力を持たない者が権力者を倒す場合（例としてアレクサンドル2世暗殺事件）と、4. 権力を持たない者が反権力側の要人を倒す場合（例として山本宣治の暗殺）に分けられる。このうち、2や4は右翼による左翼の暗殺、3は左翼による右翼の暗殺という形になることが多い。

## 歴史
王の殺害は多くの文化圏で古くから存在しており、暗殺の始まりは政治権力の出現まで遡る。古くは、紀元前336年のピリッポス2世の暗殺や、紀元前44年のガイウス・ユリウス・カエサルの暗殺が著名である。11世紀には、ハサン・サッバーフが暗殺のための秘密結社を作って、次々と要人の暗殺を行い、「Assassination」という単語の語源となった。暴君の暗殺が正当化されるかどうかは、ヨーロッパで近代まで議論の的であった。その後も第一次世界大戦の引き金となったり、各国のクーデターと関わるなど、政治的影響を与えている。

## 暗殺事件の一覧

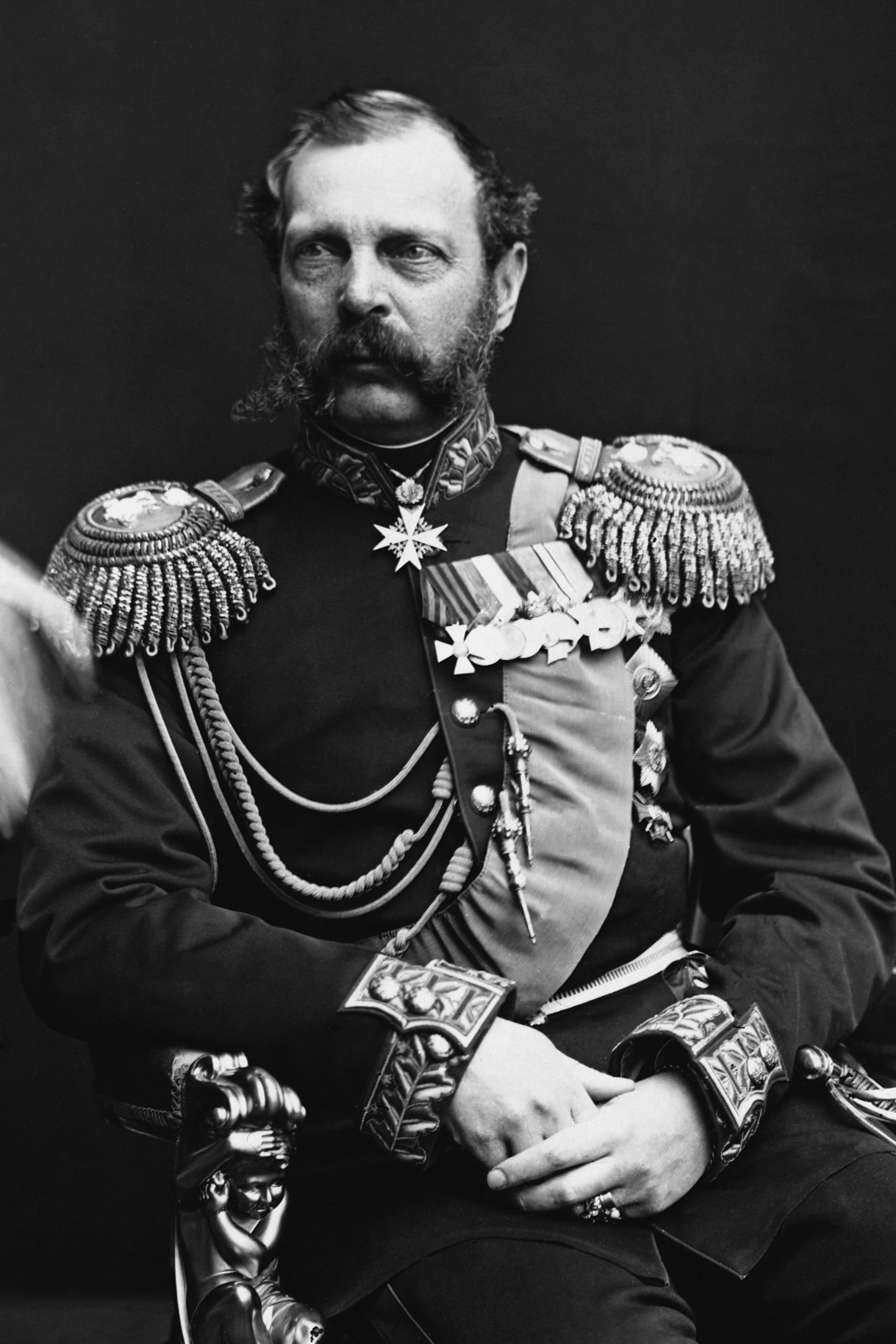
アレクサンドル2世 / 暗殺されたロシアの皇帝
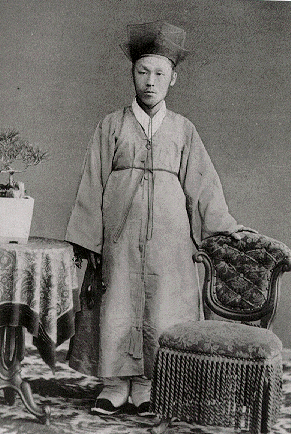
金玉均 / 暗殺された李氏朝鮮の政治家
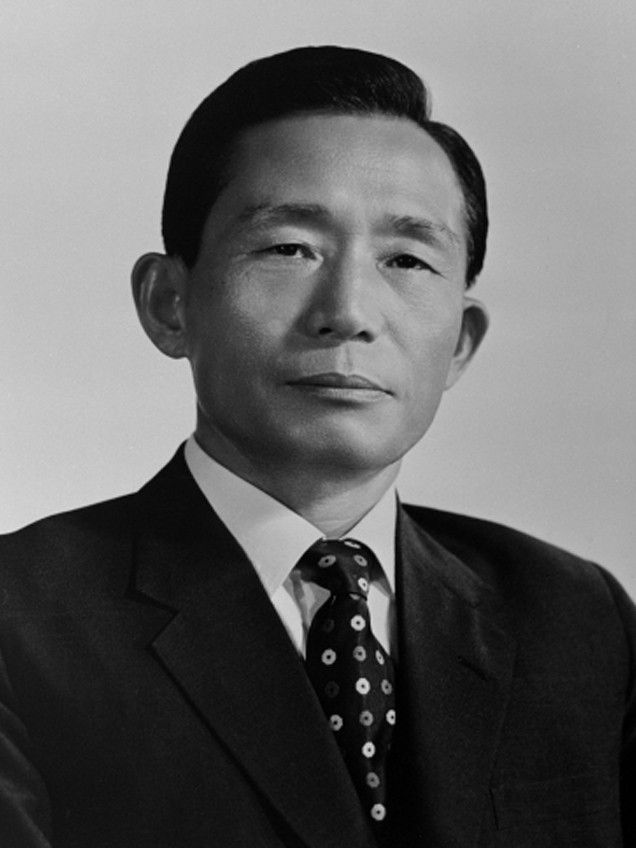
朴正煕 / 暗殺された韓国の政治家
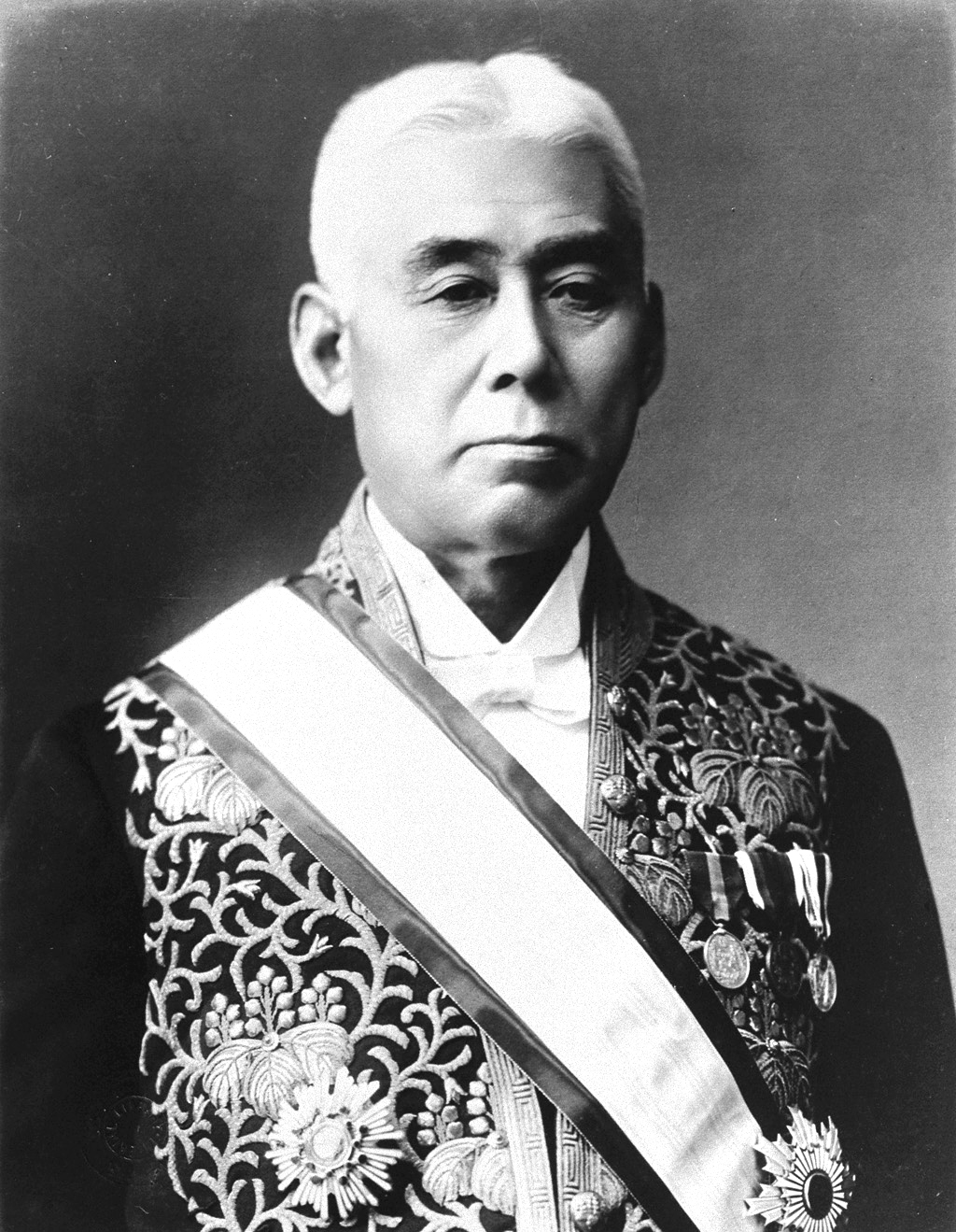
原敬 / 暗殺された日本の政治家
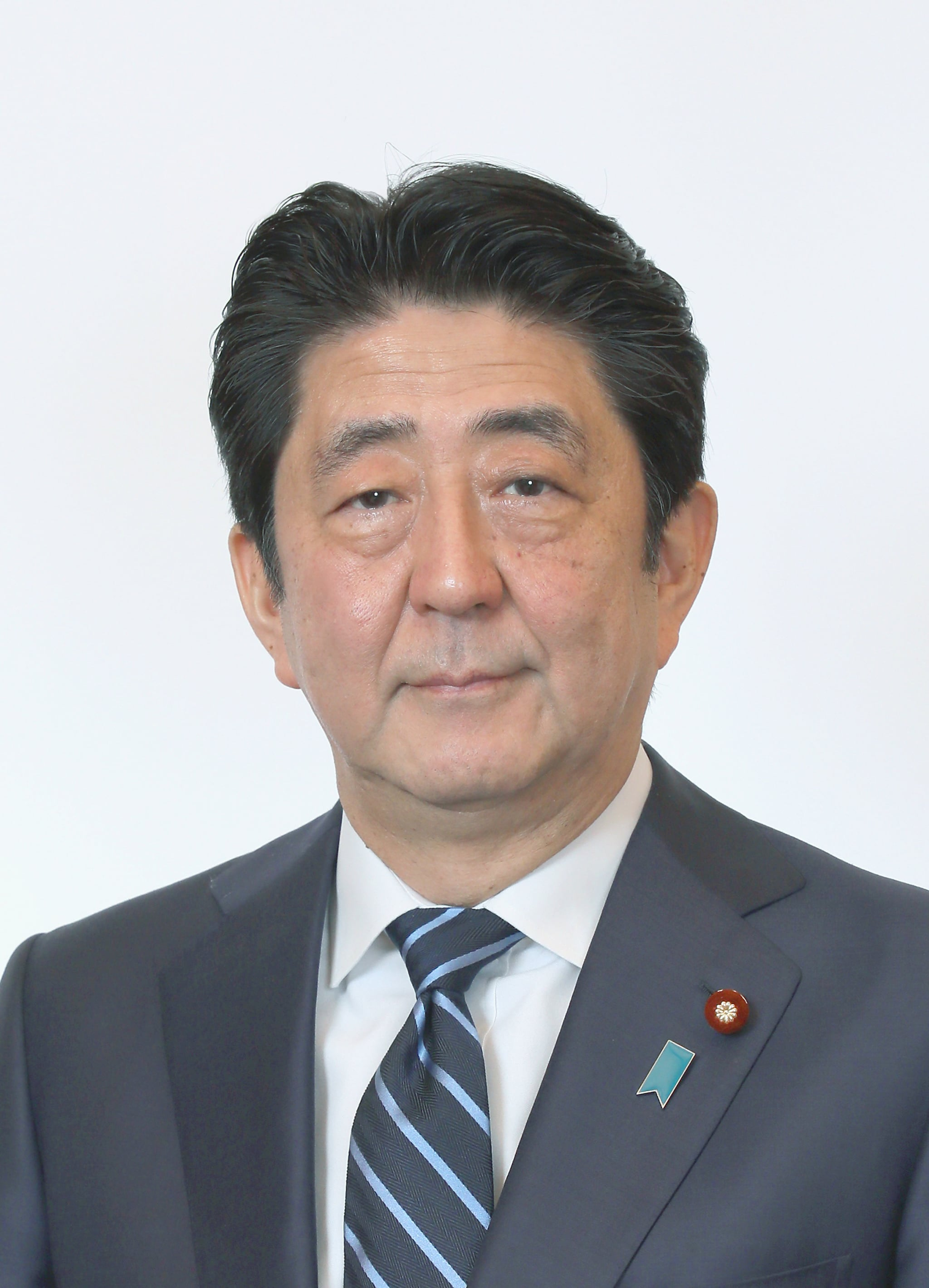
安倍晋三 / 安倍晋三銃撃事件で暗殺された日本の政治家
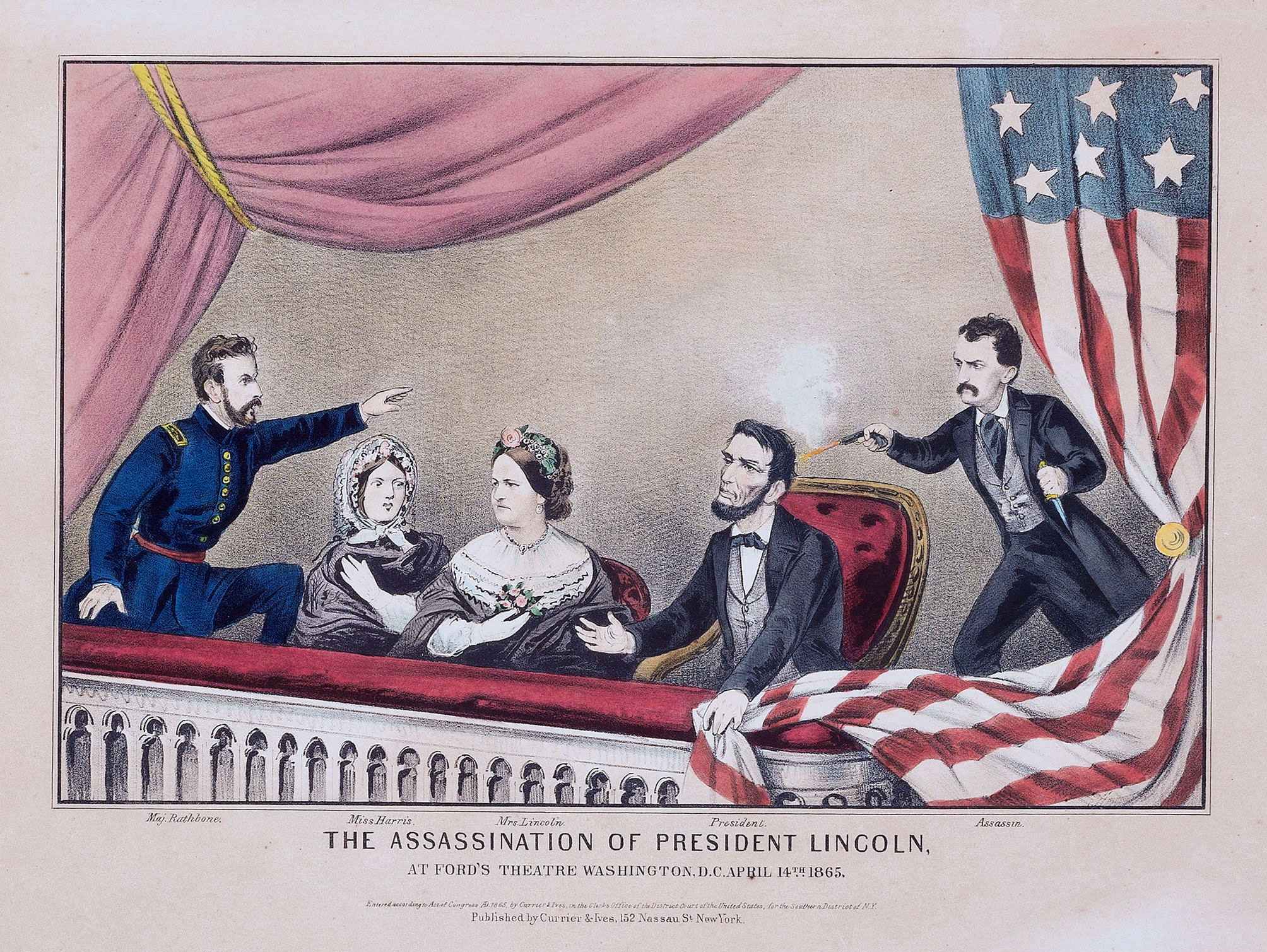
リンカーン大統領の暗殺を描いた絵画（米国）

## 国家による暗殺
現代において、国家・組織による暗殺を公に宣言している国・組織と元首（超法規的殺人(英語版)も参照）。
- イラン - ルーホッラー・ホメイニー （小説『悪魔の詩』の著者サルマン・ラシュディとその訳者に対して。その宣言はファトワーと言い、宣言者にしか撤回できない。ホメイニーの死去によってその宣言は永久に解かれる事は無くなった。）
- アメリカ合衆国 - ブッシュ大統領 （イラク戦争に際し、フセイン大統領とその政権幹部に対して。）
- イスラエル - シャロン首相、アビ・デヒテル (Avi Dichter) 警察相 （パレスチナの過激派組織の幹部に対して。デヒテルは選挙で選ばれたハニーヤ首相も対象に挙げている。さらに1948年の建国以来、国策として超法規的殺人を実行していたが、2000年代から「 標的を絞った予防行為 」という用語を用いての標的暗殺作戦を政府が公式に認めるようになった。）
- フィリピン - ロドリゴ・ドゥテルテ大統領（フィリピン麻薬戦争における超法規的殺人。）
- ブラジル - ジャイール・ボルソナロ大統領（ リオデジャネイロ州知事のウィルソン・ヴィツェルとの政治キャンペーンにおいて、リオの犯罪者を一掃する全面戦争を公約に掲げ、 警察官による超法規的殺人が急増した。）

## 有名な暗殺疑惑
- 976年11月14日（開宝9年10月20日） - 宋皇帝趙匡胤（太祖）。
  - 当時太祖は病床に伏せっていたが、弟である晋王・趙匡義が見舞いに駆けつけるなり太祖の死が公表された。太祖の遺言で晋王は跡を継いで皇帝となったが、太祖には実子がいたために、その遺言や死の経緯に疑義が持たれた。この疑惑は宋朝一代の後も長く囁かれ、千載不決の議と呼ばれる。
- 1718年11月30日 - スウェーデン王カール12世。
  - ノルウェーの要塞で狙撃されたものの、ノルウェー側の関知しない銃撃であった為。味方からによる狙撃の説もある。また1994年以降、暗殺説が浮上している。しかしながら黒幕が不特定な為、暗殺説否定も根強い。
- 1946年6月9日 - タイ国王ラーマ8世。
  - 宮殿で銃の暴発により死亡とされているが、状況に不明な点が多く、当時の警察が検死結果から他殺説を示唆するなど、暗殺説がある。一説には旧日本軍参謀辻政信が関与していたともいわれるが、当時辻は中国にいたとされ、真相は謎のままである。なお、現在でもタイ国内でこの事件について触れるのはタブー（不敬罪にあたる可能性があるとして）となっている。
- 1983年1月9日 -  中川一郎衆議院議員
  - 中川の死から5日後の1983年1月14日、東京のソ連大使館からモスクワに宛てたKGBの暗号電報に、ソ連のスパイであり、テレビ朝日専務だった三浦甲子二の話として「中川は明らかに他殺だ。CIAの手先に消された」と記されていたことが明らかになっている。ほか、「鈴木宗男はCIAと結託して中川を収賄疑惑に引き込んだ」との記述も確認されている[12]。
- 1991年7月11日 - 筑波大学助教授五十嵐一（悪魔の詩訳者殺人事件）
  - 筑波大学内で刺殺された。犯人は捕まらなかったが『悪魔の詩』翻訳者であることからムスリムによる暗殺という見方が強く、あるイスラム教国からの留学生が容疑者としてたびたびメディアに取り上げられた。
- 1996年4月14日 - 相撲界の八百長を告発した高鐵山孝之進と橋本成一郎が同じ病院で同日に全く同じ病気で死亡したため、日本相撲協会の利権関係者による暗殺説が囁かれた。
- 2001年6月1日 - ネパール国王ビレンドラら王族の銃殺事件（ネパール王族殺害事件）。
  - 宮廷晩餐会の席上、皇太子ディペンドラにより銃撃され死亡したとされた。だが、実際は王位を継承した王弟ギャネンドラによるクーデターとの見方がある。
- 2019年8月10日 - ジェフリー・エプスタイン
  - 米国の有力な実業家であったが、性的人身売買の容疑で勾留中に死亡した[13]。遺族が依頼した法医学者が他殺を主張するなど彼の死を巡って様々な憶測が流れた[14][15][16]。

## 法律
日本においては、民法第90条（公序良俗法）で公の秩序に違反する殺人などの依頼は無効である。また、刑法202条自殺関与・同意殺人罪で依頼されて殺人を行う嘱託殺人（英語：Contract killing）に対する刑が規定されている。
プロファイル
暗殺を企てる人間は、衝動的に無計画な考えで暗殺を行うことはめったにない。綿密な暗殺計画を練り上げ、暗殺への訓練に長い時間と労力をかけている。
その一方で、行為に至った人間の25%近くは妄想から暗殺を行っている。ターゲットに近寄る前に逮捕された人間では60%に上昇する。実際に成功した計画に対して、妄想的な人間は逮捕されやすく対処が可能であることが示されている。また、攻撃者の3分の2に前科がある。44%に精神疾患があり、39%に薬物乱用の病歴がある（要するにまともそうな人の方が計画する割合が多い）。

## 関連物
- 書物
  - 孫子 (書物) - 兵法書。用間篇に暗殺法についての記載がある。
- 道具
  - 毒、水銀、暗器、仕込み刀
  - エクスプローディング・シガー（英語版） - 1960年代にキューバのカストロ議長暗殺に爆発する葉巻を開発したという噂から。
- 組織
  - ローカスト（英語版） - 1世紀のローマ帝国で皇帝ネロに仕えた女性暗殺者。ティベリウス帝の息子を毒殺した後、後継者を教育するよう弟子と広大な領地を与えられた[18]。
  - ファリサイ派
  - 暗殺教団
  - マーダー・インク
  - 血盟団事件